# For Tracy Hyde
For Tracy Hyde（フォー・トレイシー・ハイド）は、日本のバンド。

## 概要
2012年に夏botのソロ・プロジェクトとして始動。2014年にラブリーサマーちゃんが加入し、女性ボーカルの5人組バンドとなる。自主制作音源のリリースを経て2015年にラブリーサマーちゃんが脱退。同年eurekaが加入。
2016年にP-VINEから1stアルバム『Film Bleu』にてデビュー。2017年にSPACE SHOWERの新人年間プッシュ枠SPACE SHOWER NEW FORCEに選出（w/iri/Saucy Dog/SIX LOUNGE/Shuns‘ke G & The Peas/ドミコ/向井太一/YAJICO GIRL/ReN/The Wisely Brothers）、大型サーキット・イベントTOKYO CALLINGへの出演を果たす。同年にP-VINEから2ndアルバム『he(r)art』をリリース。2019年にP-VINEから3rdアルバム『New Young City』をリリース。台湾・シンガポール・フィリピン・インドネシアのアジア4か国を回る初の海外ツアーを行う。2020年、辻村深月原作の演劇『かがみの孤城』全編で楽曲をフィーチャーされる。2021年にP-VINEから4thアルバム『Ethernity』をリリース。2022年10月にシンガポールの大型音楽フェスティバルBaybeatsに出演。同年12月にP-VINEから5thアルバム『Hotel Insomnia』をリリース。国内のみならずPitchforkやNPRを始め海外のメディアからも高評価を受ける。
シューゲイザー、ネオアコ、チルウェイヴなどの海外のインディ・ロックに影響を受けつつ、J-POPやアニソンの流れも汲むサウンド、そして青春小説の影響を受けた歌詞が特徴。また、夏bot（本名の管梓名義）とMavはそれぞれシューゲイザー・アイドル・・・・・・・・・やRAYに楽曲を提供している。
また、夏botは2019年に本名の管梓名義での新バンド「エイプリルブルー」の始動を発表。I Saw You Yesterdayや17歳とベルリンの壁、アラムのメンバーも在籍。ボーカルはバンド未経験のイベント・オーガナイザー、船底春希。
2023年1月5日に解散を発表。同年3月25日の渋谷WWWXでラストライブを開催し解散した。

## メンバー
- eureka（えうれか）　ボーカル
- 夏bot（なつぼっと）　ギター・ボーカル
- Mav（まぶ）　ベース
- 草稿（そうこう）　ドラム

## 元メンバー
- toha（とは）　ベース（2012年 - 2013年）
- ラブリーサマーちゃん（らぶりーさまーちゃん）　ボーカル（2014年 - 2015年）
- まーしーさん（まーしーさん）　ドラム（2013年 - 2017年）
- U-1（ゆういち）　ギター（2012年 - 2022年1月）

## 作品

### スタジオ・アルバム
| #                                                       | 発売日         | 作品名                                   | 最高順位 | レーベル           |
| #                                                       | 発売日         | 作品名                                   | オリコン | レーベル           |
| ------------------------------------------------------- | -------------- | ---------------------------------------- | -------- | ------------------ |
| 1st                                                     | 2016年12月2日  | Film Bleu（フィルム・ブリュー）          | —        | P-VINE (PCD-20371) |
| 2nd                                                     | 2017年11月2日  | he(r)art（ハート）                       | 266      | P-VINE (PCD-83004) |
| 3rd                                                     | 2019年9月4日   | New Young City（ニュー・ヤング・シティ） | 162      | P-VINE (PCD-83017) |
| 4th                                                     | 2021年2月17日  | Ethernity（イーサーニティ）              | 187      | P-VINE (PCD-94012) |
| 5th                                                     | 2022年12月14日 | Hotel Insomnia（ホテル・インソムニア）   | 240      | P-VINE (PCD-25351) |
| "—"はチャート圏外、チャート対象外のいずれかを意味する。 |                |                                          |          |                    |

### ゲスト参加
| 発売日        | 作品名                            | レーベル                      | 備考                              |
| ------------- | --------------------------------- | ----------------------------- | --------------------------------- |
| 2016年11月2日 | ラブリーサマーちゃん『LSC』初回版 | SPEEDSTAR RECORDS (VIZL-1023) | 2曲提供（ラブリーサマーちゃんVo） |

### 自主制作
| 発売日         | 作品名                 |
| -------------- | ---------------------- |
| 2014年5月24日  | In Fear Of Love        |
| 2014年8月3日   | Born To Be Breathtaken |
| 2014年10月26日 | Shady Lane Sherbet     |

### ミュージック・ビデオ
| 監督                       | 曲名                         |
| -------------------------- | ---------------------------- |
| For Tracy Hyde/Yusuke Aida | Favourite Blue               |
| For Tracy Hyde             | あたたかくて甘い海           |
| Pennacky                   | Floor                        |
| 中村優斗                   | Underwater Girl              |
| Pennacky                   | 櫻の園                       |
| 中村優斗                   | Can Little Birds Remember?   |
| 小島央大                   | Girl's Searchlight           |
| 重浩介                     | Interdependence Day (Part I) |
| lilsom                     | Sister Carrie                |
| 重浩介                     | Milkshake                    |
| 重浩介                     | Subway Station Revelation    |
| 皆様ズのパラダイス         | Friends                      |